# 倉儲挖寶王
倉儲挖寶王（英語：Auction Hunters），為美國製作公司Gurney Productions為探索頻道製播的真人實境節目，紀錄由艾倫·海夫及湯·瓊斯兩人在全美各地的迷你自存倉參加倉庫拍賣之實際情況，艾倫是古董商第二代、湯則是歷史兵器與貨幣專家，兩人合資的倉庫競標公司總部設置在加州聖博納迪諾市，主要參與南加州當地大大小小的倉庫拍賣會，偶而會不辭辛勞的跑到其他州大、小城鎮去參與當地形形色色的倉儲拍賣會。

## 主要內容
節目一開始艾倫及湯恩會開著一台白色福特E-Series鋁製廂型貨車，在貨車上兩人會介紹他們現在在美國哪一個州、哪一個城市，這個城市有多少人口，所居住的住民階級大多為哪一類的人、這些人大都從事哪些休閒活動，以及這些階級的人所不要的物品流入倉庫拍賣會可能會有哪些，並加以解釋這些流入倉庫拍賣的無主物品其中有幾樣可能會有極高的潛在價值，然後一邊解說、一邊開著這台貨車直驅該地區的倉庫拍賣會場。
兩人到達倉庫拍賣會場後，走進門口常會遇到一些同為倉庫競標者的對手，會試圖跟對方打招呼作一些簡單的社交寒暄，並跟對方打聽當地是否有該注意的競標者，有些會場常會有不計成本願意花大錢搶標下所有物品的競標客存在，這種競標客通常分為兩種，一種為競標大戶其口袋金額很深，該會場的倉庫往往由他得標，這種大戶壟斷該地倉庫許久，他們不希望外人進來拍賣場競標，所以會特地不計成本拉高結標金額，試圖趕走外來的競標客，另一種則為競標新手，不懂設置出價上限，胡亂喊標讓一些原本成本很低的倉庫被喊高，其他競標者常因競標價格被喊太高而放棄投標，新手本身則因此入不敷出而慘賠出場。
稍後拍賣官會宣布拍賣開始，隨即開放欲投標的倉庫供競標者排隊輪流進入觀看，每個競標者通常只能有30秒到1分鐘的時間觀察此倉庫，時間到了之後就要離開讓後面排隊的競標者補上，而且拍賣會規定每名競標者只能在倉庫外圍用眼睛看倉庫，嚴格禁止進入倉庫用手翻開裡面的雜亂堆置的物品來檢視倉庫價值，這時即可顯現出艾倫及湯恩這兩名尋寶高手的競標功力，兩人在短短幾分鐘內就能計算出該倉庫的約略總值，並且評估在該倉庫雜亂堆置的物品中，是否有潛在價值的物品被遮蓋而低估投標價格，然後決定出價停損上限。
拍賣官開標讓競標者喊價後，如果遇到競標大戶或競標新手胡亂喊價，兩人也會使用優秀的競標鬥智心理戰，有時會故意跟隨這些競標者喊高標價，然後在接近得標價最高點前放棄喊價，把此倉庫用高價拋給此競標大戶或競標新手，讓他們的口袋因得標此高價倉庫而變浅，無力再跟這兩人競標下面還沒開放投標的倉庫。得標者必需立即以現金支付得標價款，不能使用信用卡也不能得標後才到銀行提領現金，且得標者需在24小時內將得標倉庫內的所有物品清空。
兩人用合理的價格順利標得想要的倉庫後，隨即在倉庫裡翻箱倒櫃，把潛在的高價物品挑出，然後透過自己的人脈找來對此項物品行情非常熟稔的專家來估計該物品市價，以及尋找欲蒐藏此物品的收藏家向他們推銷此物品。有時他們在得標後的倉庫一無所獲，僅獲得原本預估的物品價值，但因為先前早已設置投標停損上限，賣出物品金額跟得標成本打平所以並未損及自己的出價成本，但是有時候他們則能從此倉庫中找到能讓收藏家願意不惜重金出巨額高價收買的高潛在物品，讓自己因此大賺一筆。

## 外部連結
- 英文官方網站 （页面存档备份，存于）（英文）
- Spike官方網站 （页面存档备份，存于）（英文）
- 中文官方網站（繁體中文）
- 製作公司Gurney Productions（英文）